# George Gordon (15e comte de Sutherland)

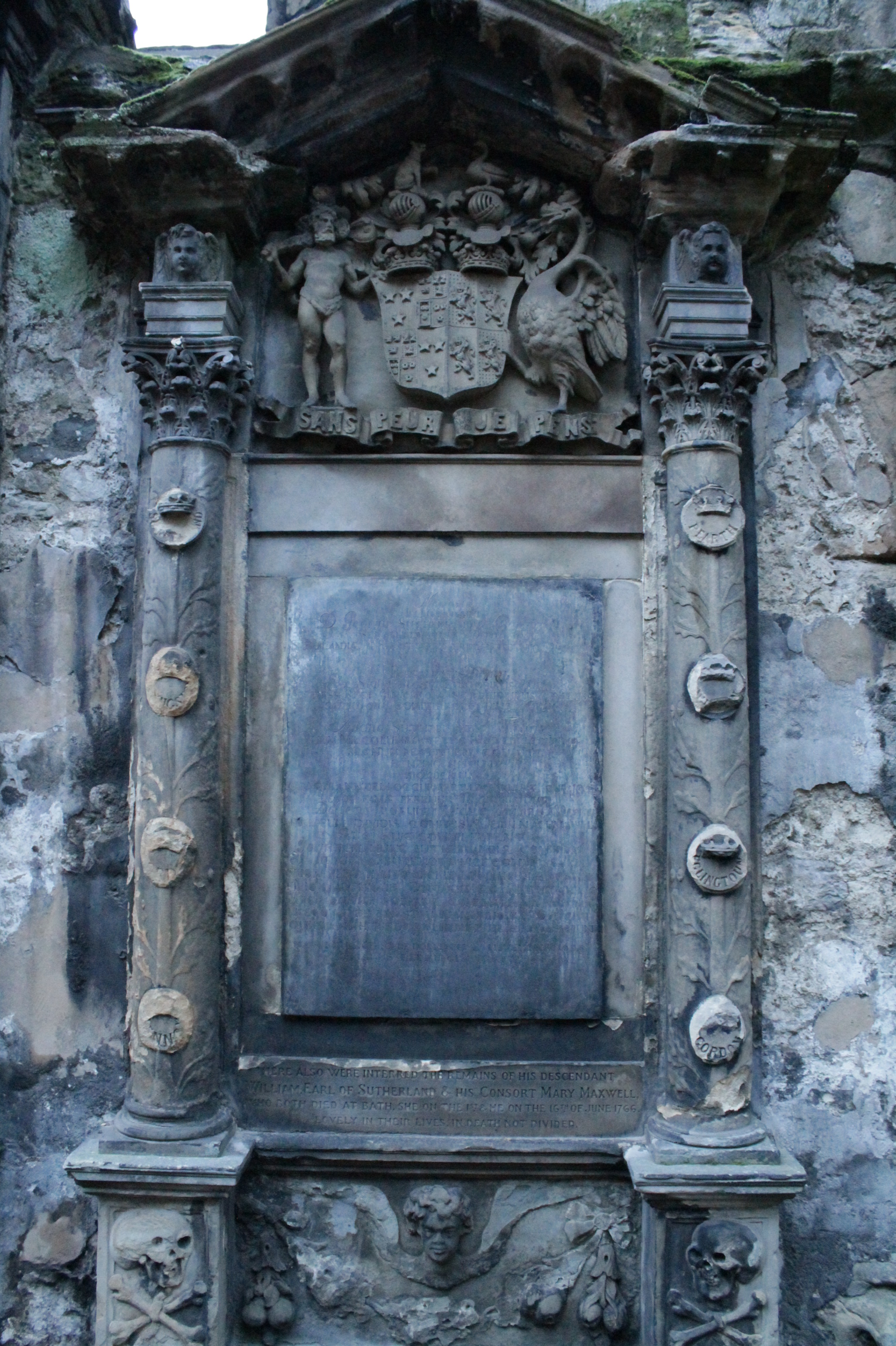
La tombe de George, 15e comte de Sutherland, abbaye de Holyrood

Pour les articles homonymes, voir George Gordon.
George Gordon, 15e comte de Sutherland (2 novembre 1633 – 4 mars 1703) est un noble écossais.

## Biographie
Il est l'aîné des fils survivants de John Gordon (14e comte de Sutherland), et de sa première épouse, Jean Drummond, fille de James Drummond, 1er Comte de Perth. Le 11 août 1659, il épouse Jean Wemyss, fille de David Wemyss (2e comte de Wemyss), et sa première femme, Anna Balfour. Son fils unique est John Gordon (16e comte de Sutherland). Il a également une fille Anna qui épouse Robert 2e vicomte d’Arbuthnott .
Il est enterré dans l'abbaye de Holyrood. Son monument orné de James Smith se dresse sur le mur nord.